# Green Glens Arena
Green Glens Arena är en inomhusarena för hästsport. Arenan är belägen i Millstreet på Irland. Arenan valdes till värdarena för Eurovision Song Contest 1993 efter att Linda Martin vunnit med låten "Why me" året innan i Malmö.